# Neuil
Neuil és un municipi francès, situat al departament de l'Indre i Loira i a la regió de Centre – Vall del Loira. L'any 2007 tenia 426 habitants.

## Demografia[Cal actualitzar]

### Població
El 2007 la població de fet de Neuil era de 426 persones. Hi havia 162 famílies, de les quals 28 eren unipersonals (4 homes vivint sols i 24 dones vivint soles), 51 parelles sense fills, 63 parelles amb fills i 20 famílies monoparentals amb fills.
La població ha evolucionat segons el següent gràfic:
Habitants censats

### Habitatges
El 2007 hi havia 198 habitatges, 165 eren l'habitatge principal de la família, 22 eren segones residències i 11 estaven desocupats. 193 eren cases i 5 eren apartaments. Dels 165 habitatges principals, 137 estaven ocupats pels seus propietaris, 27 estaven llogats i ocupats pels llogaters i 2 estaven cedits a títol gratuït; 5 tenien dues cambres, 36 en tenien tres, 64 en tenien quatre i 60 en tenien cinc o més. 133 habitatges disposaven pel capbaix d'una plaça de pàrquing. A 63 habitatges hi havia un automòbil i a 91 n'hi havia dos o més.

### Piràmide de població
La piràmide de població per edats i sexe el 2009 era:
| Homes | Edats   | Dones |
| ----- | ------- | ----- |
| 0     | 95 o +  | 0     |
| 0     | 90 a 94 | 4     |
| 0     | 85 a 89 | 0     |
| 4     | 80 a 84 | 8     |
| 8     | 75 a 79 | 4     |
| 8     | 70 a 74 | 16    |
| 8     | 65 a 69 | 0     |
| 12    | 60 a 64 | 8     |
| 0     | 55 a 59 | 4     |
| 8     | 50 a 54 | 4     |
| 20    | 45 a 49 | 24    |
| 12    | 40 a 44 | 8     |
| 20    | 35 a 39 | 12    |
| 8     | 30 a 34 | 28    |
| 12    | 25 a 29 | 12    |
| 8     | 20 a 24 | 4     |
| 20    | 15 a 19 | 8     |
| 28    | 10 a 14 | 24    |
| 12    | 5 a 9   | 4     |
| 0     | 0 a 4   | 8     |

## Economia
El 2007 la població en edat de treballar era de 277 persones, 206 eren actives i 71 eren inactives. De les 206 persones actives 196 estaven ocupades (105 homes i 91 dones) i 10 estaven aturades (4 homes i 6 dones). De les 71 persones inactives 29 estaven jubilades, 21 estaven estudiant i 21 estaven classificades com a «altres inactius».

### Ingressos
El 2009 a Neuil hi havia 174 unitats fiscals que integraven 448 persones, la mediana anual d'ingressos fiscals per persona era de 16.884 €.

### Activitats econòmiques
Dels 11  establiments que hi havia el 2007, 1 era d'una empresa de fabricació d'altres productes industrials, 2 d'empreses de construcció, 3 d'empreses de comerç i reparació d'automòbils, 1 d'una empresa d'hostatgeria i restauració, 3 d'empreses de serveis i 1 d'una empresa classificada com a «altres activitats de serveis».
L'únic servei als particulars que hi havia el 2009 era un paleta.
L'únic establiment comercial que hi havia el 2009 era una joieria.
L'any 2000 a Neuil hi havia 12 explotacions agrícoles que ocupaven un total de 684 hectàrees.

## Equipaments sanitaris i escolars
El 2009 hi havia una escola elemental.

## Poblacions més properes
El següent diagrama mostra les poblacions més properes.